# Lachnum radotinense
Lachnum radotinense är en svampart som beskrevs av Velen. 1934. Lachnum radotinense ingår i släktet Lachnum och familjen Hyaloscyphaceae.   Inga underarter finns listade i Catalogue of Life.